# Aristeides von Milet
Aristeides von Milet war ein griechischer Schriftsteller des späten Hellenismus (um 100 v. Chr.).
Er verfasste erotische Erzählungen sehr lasziven Inhalts, nach ihrem Schauplatz Milet Μιλησιακά (Milesiaca, „milesische Geschichten“) betitelt, die als die ersten Anfänge des griechischen Prosaromans zu betrachten sind. Sie waren im Altertum sehr beliebt, besonders unter den Römern, von denen sie der Historiker Lucius Cornelius Sisenna ins Lateinische übersetzte. Milesia historia wurde zum Gattungsbegriff für erotische Novellen. Die entsprechenden Einlagen in den späteren Romanen des Petronius und Apuleius könnten auf Aristeides zurückgehen. Vom Werk des Aristeides und der Übersetzung sind sonst nur wenige Fragmente erhalten.
Aristeides werden auch Geschichtswerke, insbesondere Sikelika, zugeschrieben (FGrH 286), doch könnte es sich beim Autor auch um einen anderen Aristeides handeln.